# HSV De Zuidvogels
HSV De Zuidvogels is een op 15 april 1928 opgerichte amateurvoetbalvereniging uit Huizen, Noord-Holland, Nederland.
Het standaardelftal komt na de degradatie in het seizoen 2017/18 uit de Hoofdklasse weer uit in de Eerste klasse zaterdag, in 2020/21 en '22 komt het uit in 1C van het KNVB-district Zuid-I. In het seizoen 2022/23 komt het eerste elftal uit in 1A van het KNVB-district West 1. In het seizoen 2023/2024 kampioen van de eerste klasse en gepromoveerd naar de 4e divisie. 

## Geschiedenis
HSV De Zuidvogels is opgericht in 1928 door een groepje jongelui, die allemaal voetballiefhebber waren. Maar omdat er in de Noorderbuurt van Huizen al een voetbalvereniging bestond, genaamd Huizen (het huidige SV Huizen), richtten de jongelui in de Zuiderbuurt van Huizen de vereniging Zuidvogels op.
Anno 1952 werd de club omgedoopt in HSV De Zuidvogels, de naam die tot op de dag van vandaag nog altijd wordt gebruikt. HSV staat voor Huizense Sport Vereniging. De club was in 1962 inmiddels uitgegroeid tot 400 leden. In 1963 werd door eigen leden een nieuw clubhuis gebouwd, dat in de loop der jaren een aantal malen is uitgebreid en gerenoveerd.
Door de bebouwing van de nieuwe wijk, De Oostermeent, werd het aantal inwoners van Huizen bijna verdubbeld. Ook het aantal leden van Zuidvogels nam daardoor toe. In 1972 werd een jeugdbestuur aangesteld om de snelle groei in goede banen te leiden. Er werden betaalde trainers aangesteld, wat mede resulteerde in het feit dat de jeugdteams nog altijd beschouwd worden als gerenommeerde tegenstanders.
De jeugd is in de afgelopen jaren meerdere malen kampioen geworden in 't Gooi. Alle selectieteams spelen in 1e/2e klasse of de hoofdklasse. In 1994 speelde het 1e team van Zuidvogels in de 4e klasse. In 1995 promoveerde het team naar de 3e klasse en vervolgens in 1998 naar de 2e klasse. In 2001 bereikte het 1e team van Zuidvogels de 1e klasse.
Op 23 augustus 1997 kwamen drie spelers van De Zuidvogels om het leven bij een busongeval op de terugreis van een oefenwedstrijd in Noord-Brabant.

## Huidige situatie
HSV De Zuidvogels heeft op dit moment ruim 70 teams. Hiermee is het niet alleen de grootste voetbalclub van Huizen, maar ook een van de grootste clubs van 't Gooi en omstreken. Samen met SV Huizen en Skiclub Wolfskamer delen ze het "sportpark Wolfskamer" aan de Bestevaer in Huizen. In de jaren 70 werd er eenmaal per jaar gestreden om de Wolfskamertrofee, telkens op het veld van de winnaar van het jaar daarvoor.
Dit ging er soms niet 'vriendelijk' aan toe, menig partij werd voortijdig beëindigd door ruzie op of problemen bij de supporters onderling.
Na vele jaren in de eerste klasse gespeeld te hebben, is HSV De Zuidvogels aan het einde van het seizoen 2016-2017 via de nacompetitie (2-0 en 0-1 tegen Flevo Boys) voor het eerst in haar bestaan gepromoveerd naar de Hoofdklasse en komt met ingang van seizoen 2017-2018 uit in Hoofdklasse B. In seizoen 2023/2024 speelt het eerste team in de 1e klasse B. 
De accommodatie van Zuidvogels bestaat uit acht velden, te weten drie grasvelden, drie kunstgrasvelden en twee Cruyff Courts.

## Competitieresultaten 1948–heden
| 4 4B |

| 3 4B |

| 3 |

| 5 |

| 6 |

| 4 |

| 4 |

| 4 |

| 2 |

| 4 |

| 2 3A |

| 4 3B |

| 3 3B |

| 7 |

| 5 |

| 8 2B |

| 9 2B |

| 4 2A |

| 6 2B |

| 10 2C |

| 9 2A |

| 8 2B |

| 11 2C |

| 9 2A |

| 5 2C |

| 9 2C |

| 10 2A |

| 10 2B |

| 12 2A |

| 4 3B |

| 5 3B |

| 4 3A |

| 5 3B |

| 2 3A |

| 6 3A |

| 9 3B |

| 2 3B |

| 1 3B |

| 5 2C |

| 4 2C |

| 7 2C |

| 8 2C |

| 7 2C |

| 11 2C |

| 12 3B |

| 6 4D |

| 3 4B |

| 2 4B |

| 9 3B |

| 11 2B |

| 1 3C |

| 3 2A |

| 3 2D |

| 2 2B |

| 3 1A |

| 2 1A |

| 2 1A |

| 3 1A |

| 8 1A |

| 2 1A |

| 9 1A |

| 6 1A |

| 9 1A |

| 5 1A |

| 3 1A |

| 8 1A |

| 6 1A |

| 5 1A |

| 7 1A |

| 3 1A |

| 15 B |

| 11 1A |

| 5* 1A |

| 9* 1C |

| 2 1C |

| 3 1A |

- = Dit seizoen werd stopgezet vanwege de uitbraak van het coronavirus. Er werd voor dit seizoen geen officiële eindstand vastgesteld.

| Hoofdklasse | Eerste klasse | Tweede klasse | Derde klasse | Vierde klasse |

In elke staaf van de grafiek staat van boven naar beneden vermeld: 
- Eindnotering

Dit is de positie die de club heeft bereikt in de competitie, zonder eventuele beslissings-, play-off- of nacompetitiewedstrijden die nodig zijn geweest om bijvoorbeeld de kampioen van de competitie te bepalen.
Indien een * achter het getal staat is de notering een tussenstand en kan het zijn dat de notering niet overeenkomt met de uiteindelijke eindstand van de competitie.
Staat er een - dan is het seizoen nog bezig en is er geen definitieve uitslag bekend.
Staat er xx op de positie van de notering, dan heeft de club vroegtijdig de competitie verlaten. Dit kan onder andere komen door terugtrekking van het team, faillissement van de club of door een uitgedeelde straf van de KNVB. In veel gevallen staat elders in het artikel de reden vermeld.
Staat er een ? dan is het resultaat uit het verleden onbekend, en is alleen de competitie of het niveau bekend van dat seizoen.
In de seizoenen 2019/20 en 2020/21 werd wegens de coronacrisis het amateurvoetbal afgebroken. Daardoor kennen deze staven geen eindklassering (middels -- weergegeven).
- Competitieniveau en afdelingsletter of Officiële eindstand Eredivisie
  - Competitieniveau en afdelingsletter

Hierbij geeft het getal het niveau weer, dat ook terug te vinden is in de legenda. De letter is de afdelingsaanduiding en wordt gebruikt wanneer er meer afdelingen zijn op hetzelfde niveau. De afdelingsletter is altijd een hoofdletter en wordt meestal zonder nummer gebruikt.
Voorbeeld: 2F is niveau 2e klasse competitie F.
Het competitieniveau en nummer wordt niet vermeld wanneer er slechts één competitie van dit niveau was.
  - Officiële eindstand Eredivisie (getal staat tussen haakjes vermeld)

Sinds de introductie van play-offwedstrijden voor Europees voetbal na afloop van de reguliere competitie in 2005/06, is de KNVB verplicht een eindstand van de Eredivisie door te geven aan de UEFA aan de hand van deze play-offwedstrijden.
Bij deze eindstand staan clubs die zich hebben gekwalificeerd voor Europees voetbal hoger dan clubs die zich niet wisten te kwalificeren. Indien er geen verschil was tussen de eindnotering en de officiële eindstand, staat dit getal niet vermeld.

- Onderafdeling

Hier staat afgekort de naam van de onderafdeling indien de club in dat jaar in een onderafdeling uitkwam. Tevens staat deze afkorting in de legenda en wordt gelinkt naar het artikel over deze onderafdeling. Deze afkorting wordt alleen vermeld wanneer de club in het verleden in verschillende onderafdelingen heeft gespeeld. Deze vermelding is in de staaf altijd in kleine letters. Deze onderafdelingen zijn na het seizoen 1995/96 afgeschaft. Heeft de club in slechts één onderafdeling gespeeld, dan is dit alleen terug te vinden in de legenda.
Onder de staaf staat het jaartal vermeld waarin het seizoen is afgesloten. 15 verwijst naar het seizoen 2014/15 of eventueel het seizoen 1914/15.
Wanneer een staaf leeg is, zijn deze gegevens niet bekend. Het kan ook zijn dat de club dat seizoen niet heeft meegespeeld op het hogere amateurniveau, vroegtijdig de competitie heeft verlaten of uit de competitie is gezet.

In het seizoen 1944/45 was er wegens de Tweede Wereldoorlog geen regulier competitievoetbal.

## Bekende oud-spelers en trainer(s)
- Quincy Allée
- Nordin Amrabat
- Sofyan Amrabat
- Emmanuel Boakye
- Bas van den Brink
- Bertus van Effrink
- Jelle Goes
- Stijn Keller
- Dennis te Kloese
- Alex Kroes
- Nassir Maachi
- Björn Meeuwsse
- Jorg Smeets
- Vincent Vermeij
- Pieter de Jongh

AH '78 · SV Huizen · HSV De Zuidvogels